# Via Flaminia

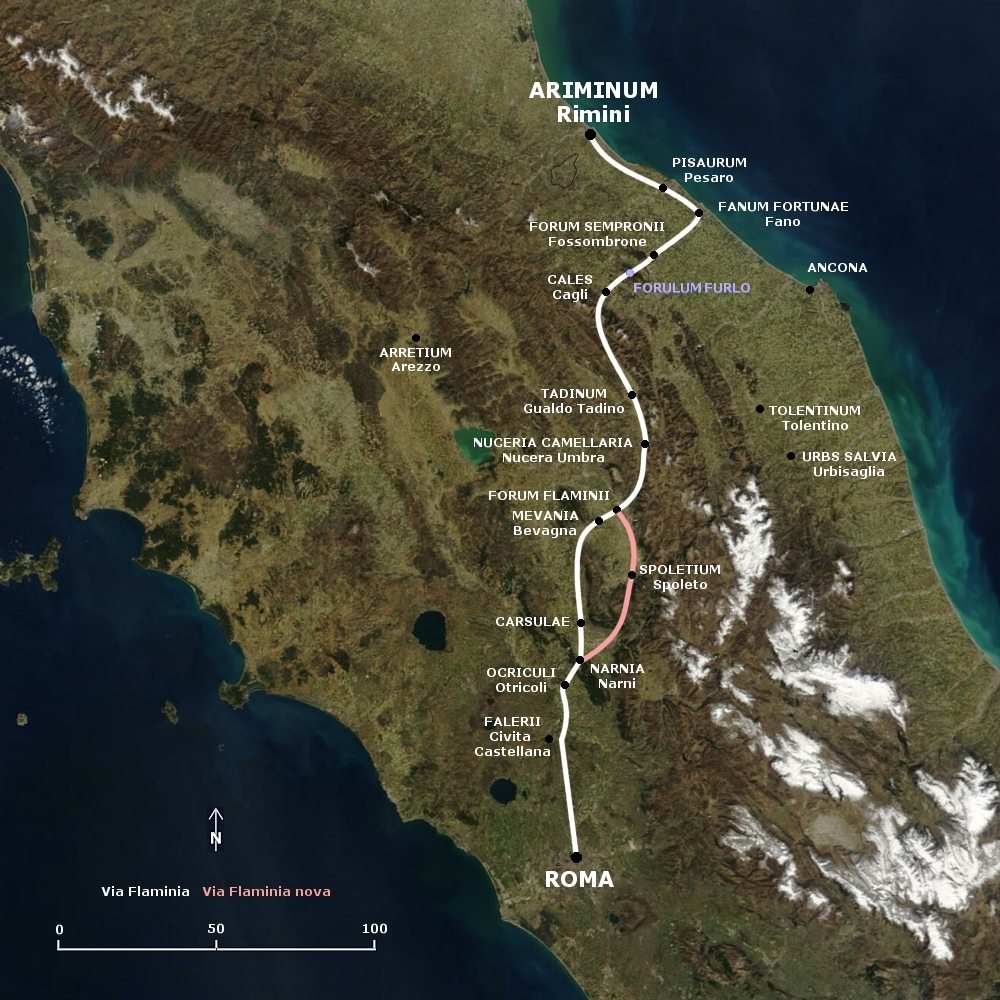
A Via Flaminia és a későbbi Via Flaminia Nova térképe

A Via Flaminia a Rómából északra vezető legfontosabb út volt a Római Birodalom idején. Ariminum (a mai Rimini) felé vezetett.

## Története
Caius Flaminius kezdte el építtetni, amikor i. e. 220-ban az Örök Város censora volt. Az ókori Római Császárság idején gyakran javították. Augustus, amikor Itália útjainak általános felújításába kezdett, szenátorok közt osztotta fel az egyes munkákat, a Flaminia felújítását saját magának fenntartva. Újjáépítette az út hídjait is, kivéve a Pons Mulviust, amely Rómától északra kelt át a Tiberis folyón (Tevere) és a ma már ismeretlen helyű Pons Minuciust. Az Ariminumnál Augustus tiszteletére a felújításkor emelt diadalív ma is megvan. Vespasianus új alagutat épített Intercisá-nál (Furlo), i. sz. 77-ben, Traianus pedig, mint a feliratok mutatják, számos hidat kijavíttatott a Flaminián.
A középkorban ravennai útként ismerték. A ravennai exarchátus vége felé használaton kívül került, de a reneszánsz idején részben újjáépítették, és katonai jelentőséggel bírt I. Napóleon és a második világháború idején is. A vonalában húzódó autópálya ma is Róma fő közúti összeköttetése az Adriai tengerrel.

## Szerepe
A római expanzió idején az i. e. 3. században és az i. e. 2. században a tengeri szállítás mellett ezen az úton jutott el Rómába és Közép-Itáliába a Pó völgyének búzája. Róma hanyatlásának időszakában a fő út volt, amely Itália szívébe vezetett. Julius Caesar már a polgárháború kezdeti szakaszában elfoglalta, és később is gyakran vált hódítók – barbár törzsek, bizánci hadvezérek – célpontjává. Több fontos csatát vívtak a Via Flaminián vagy a közelében. Ilyen csatamező volt Sentinum (a mai Sassoferrato közelében) és Tadinum közelében (a mai Gualdo Tadino). A korai középkorban a Keletrómai Birodalom ellenőrizte, a Flaminián keresztül sugárzott át Itáliába a bizánci kultúra (a bizánci csatorna, ahogy ma a történészek mondják).

## Maradványok
Az út fennmaradt maradványai többnyire rövid szakaszok (a leghosszabb egybefüggő szakasz 800 méteres, Rignano Flaminio-nál, Lazio északi részében). De sok hídja fennmaradt, mint a Pons Milvius a Rómából Narni felé vezető szakaszon (ma Ponte Molle).

## Más ókori római utak
Via Appia (dél felé), Via Aurelia (a mai Franciaország felé), Via Cassia (a mai Toszkána felé), Via Salaria (a mai Adriai-tenger felé). 